# FSO Polonez
FSO Polonez — польский автомобиль, производившийся компанией FSO в Варшаве с 1978 по 2002 год. Модель была создана на платформе Polski Fiat 125p и названа в честь одноимённого польского танца.

## История модели
Изначально с конвейера завода сошли три модели: 1500, 1300, а также 2000 Ралли (цифры, идущие за названием, обозначают рабочий объём двигателя модели). В 1979 году Polonez 2000 Ралли дебютировал на ралли Монте-Карло. В 1980 году были выпущены трёхдверные модификации моделей.
В 1983 году была представлена версия с турбодизелем итальянской компании VM Motori, объёмом 1995 куб. см3 и мощностью 83 л. с..
В 1986 году вышла модель 1500 X, которая располагала двигателем объёмом 1481 кубических сантиметров, мощностью 82 л. с., 5-ступенчатой коробкой передач и встроенной магнитолой. Благодаря относительной дешевизне и надёжности автомобиль активно экспортировался. В Египте был построен завод по сборке автомобилей, закрывшийся в начале 2000-х годов.
Начиная с 1997 года автомобиль перестал удовлетворять новым требованиям Евросоюза, предъявляемым к выбросу выхлопных газов, поэтому седан «Полонез-Ату» (который начали выпускать в начале 1997 года) начали оснащать не только польскими моторами, но и импортными двигателями «Ровер» и «Ситроен». Постепенно объёмы выпуска снижались, и в 2002 году выпуск был прекращён.

## Особенности конструкции
- Тормоза — дисковые на всех колёсах, с гидравлическим двухконтурным приводом.
- Подвеска — передняя независимая, пружинная, со стабилизатором поперечной устойчивости, задняя на продольных рессорах с двумя реактивными штангами, амортизаторы телескопические.
- Шины — размерности 175 R13[1].

## Варианты кузова и исполнений
- Хетчбэк - базовый вариант, вышел с конвейера первым.
- седан
- Универсал (выпускался с 1994 года)
- Пикап, или Polonez Truck, (выпускался с 1987 года)
- Специализированные модели для нужд полиции, скорой помощи и пожарной службы Польши.

## Галерея

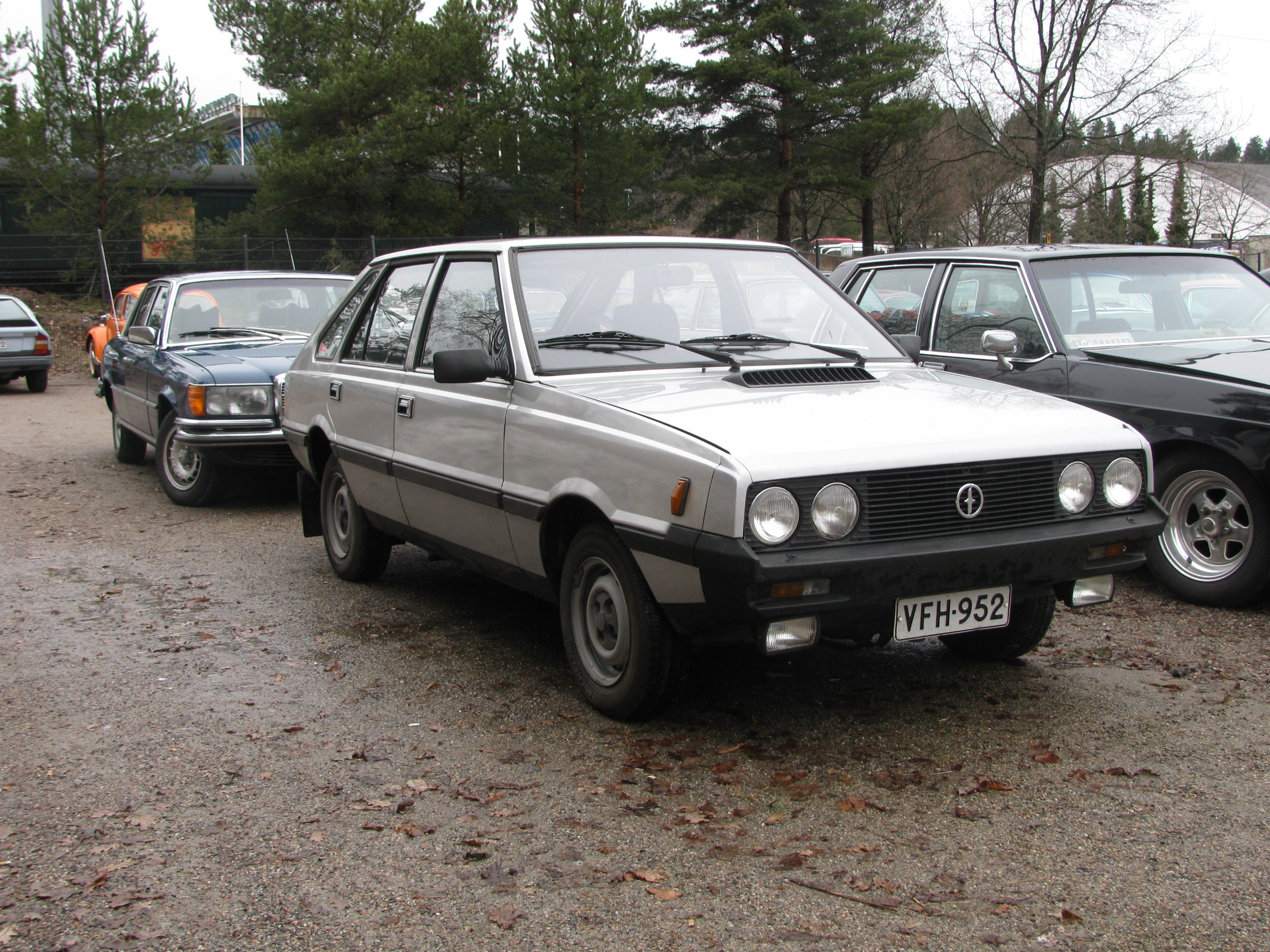
FSO Polonez модель 1987
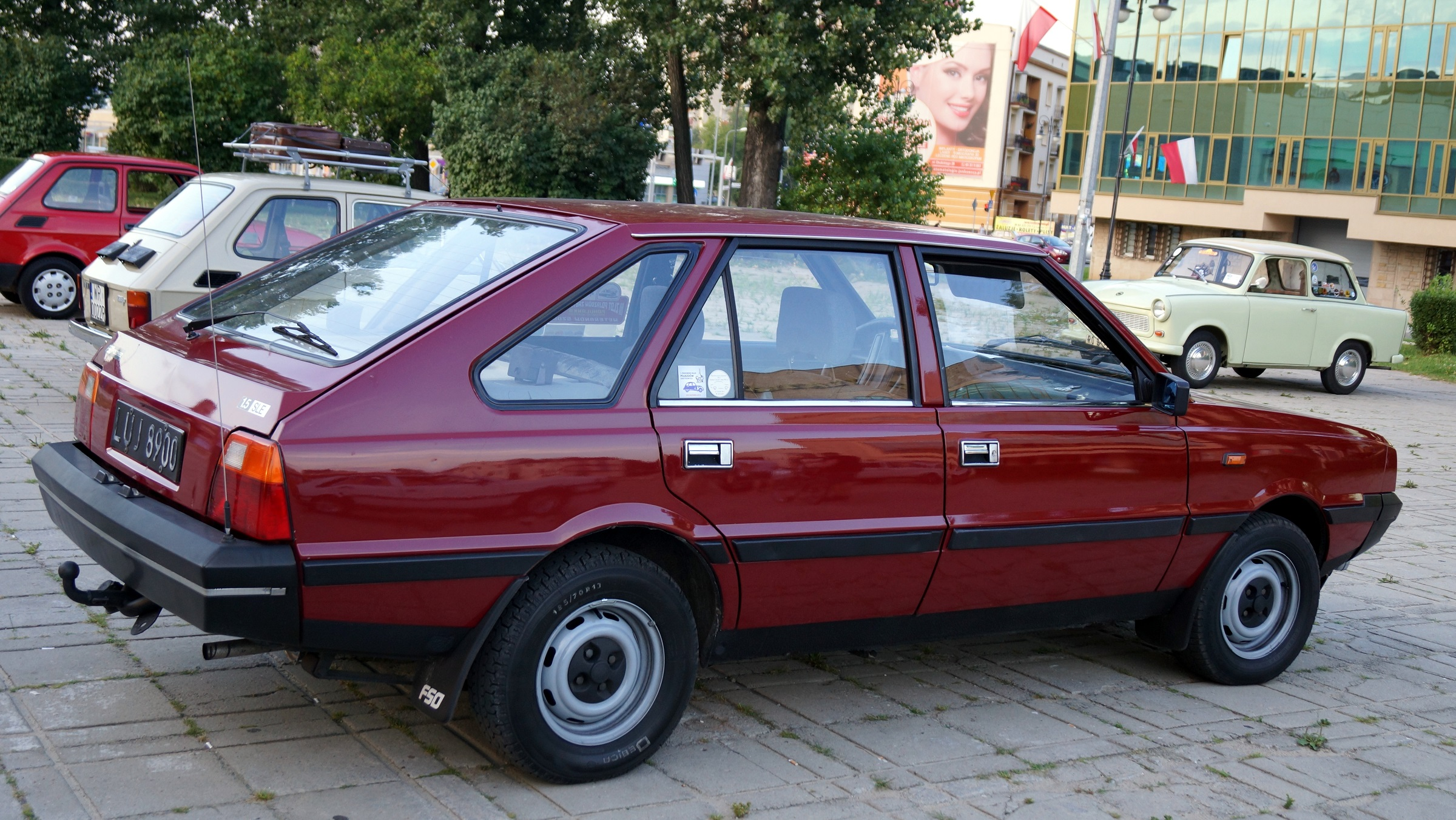
FSO Polonez модель 1989
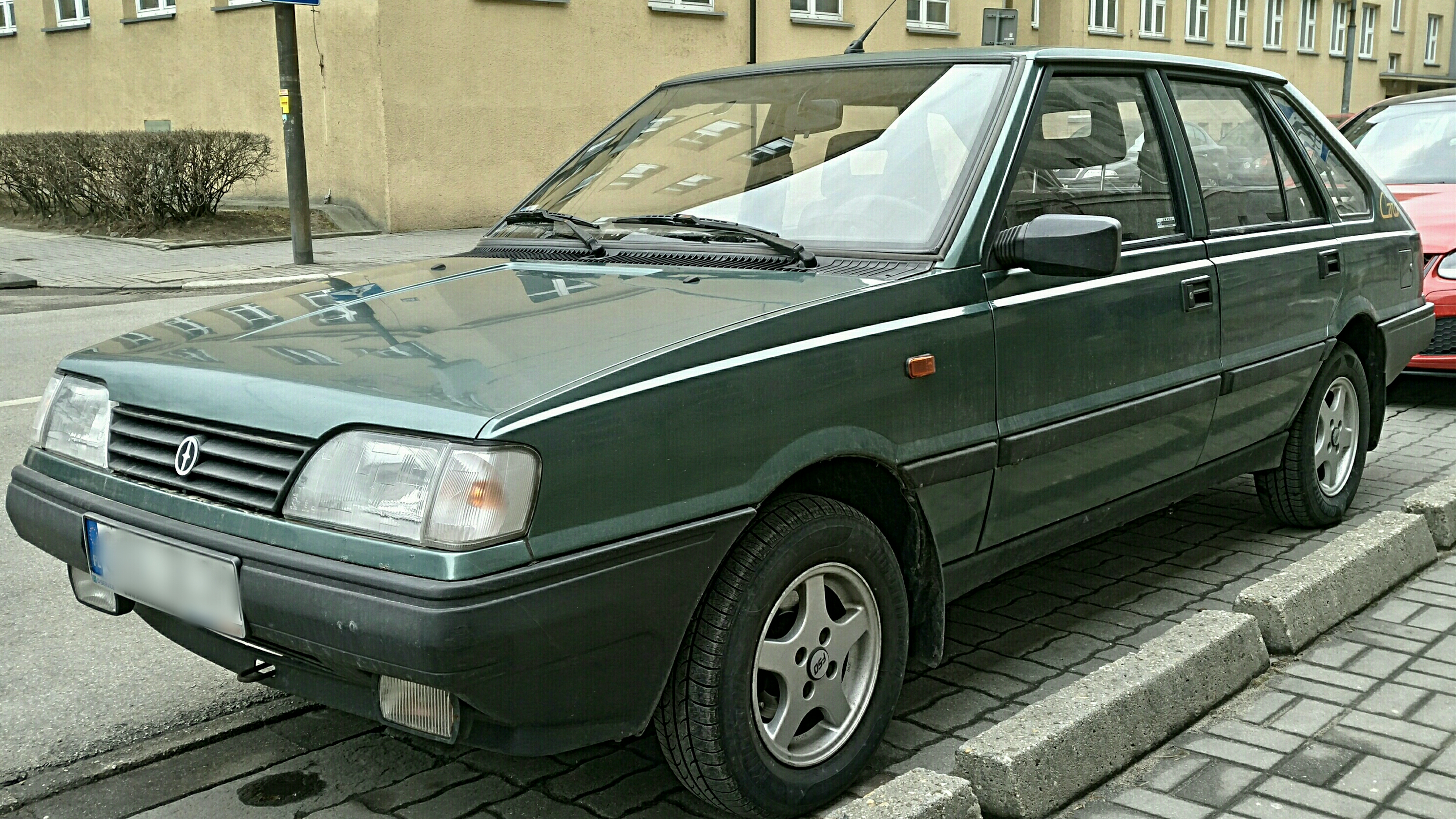
FSO Polonez Caro
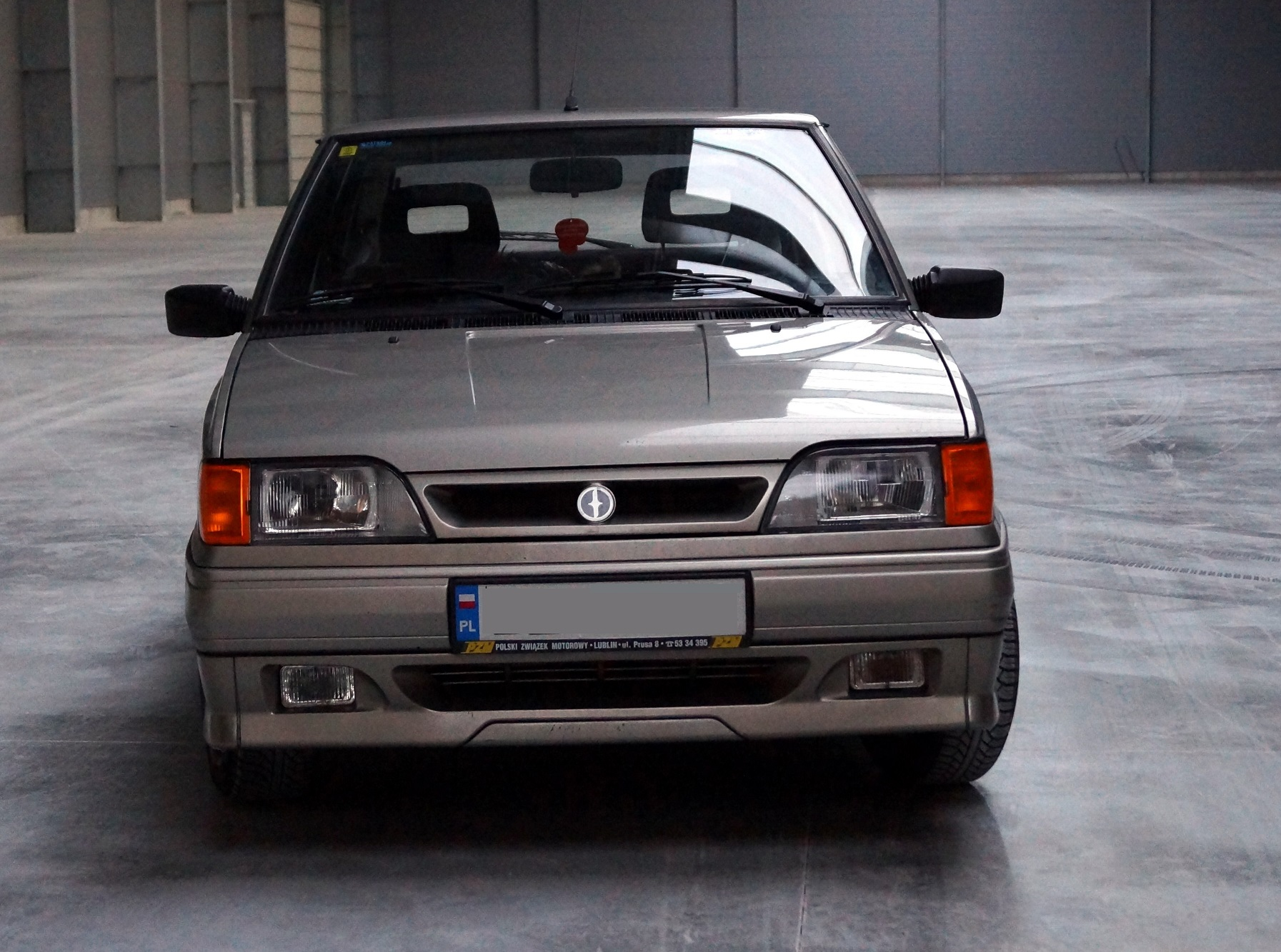
FSO Polonez Caro Orciari
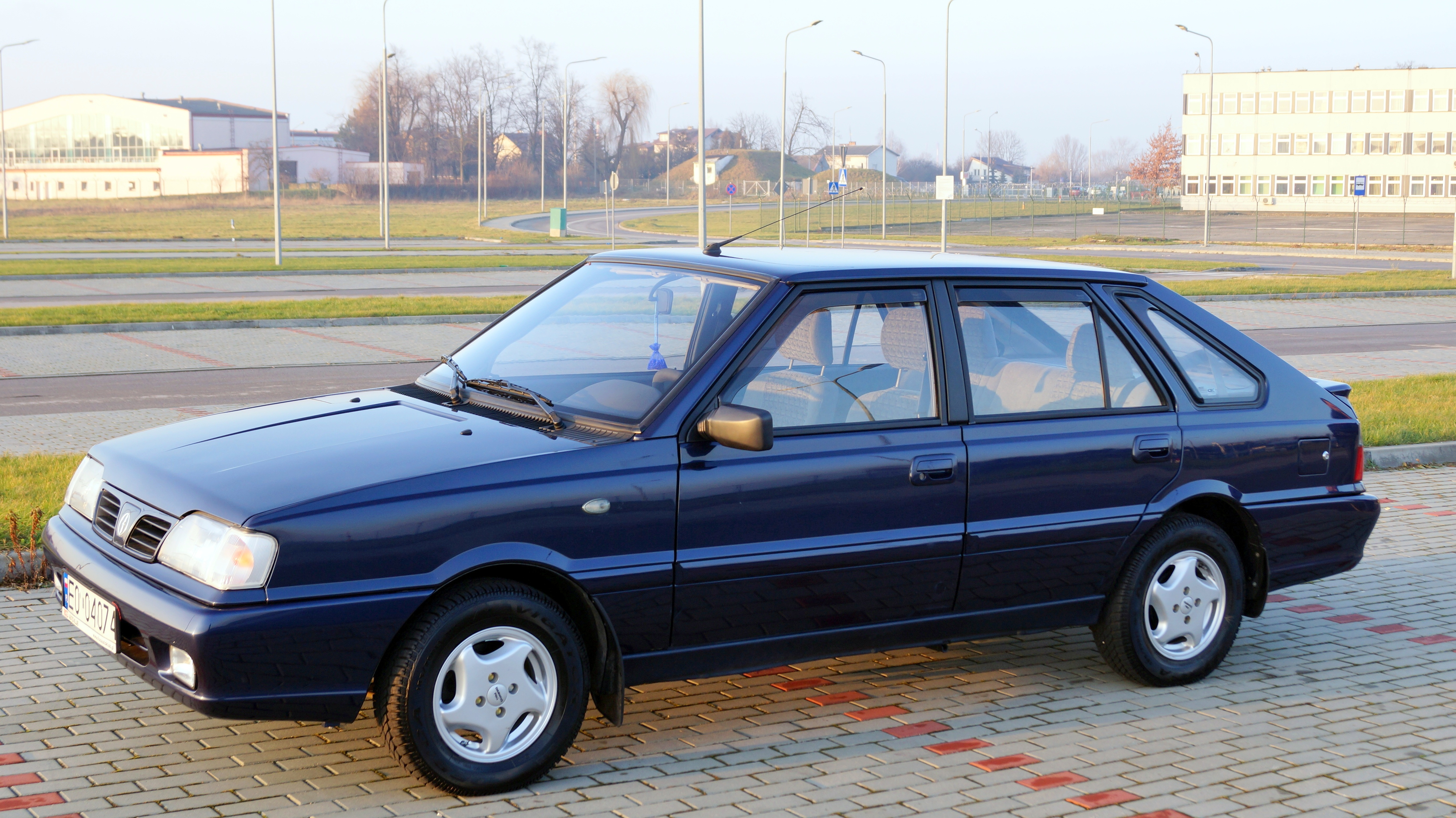
FSO Polonez Caro Plus
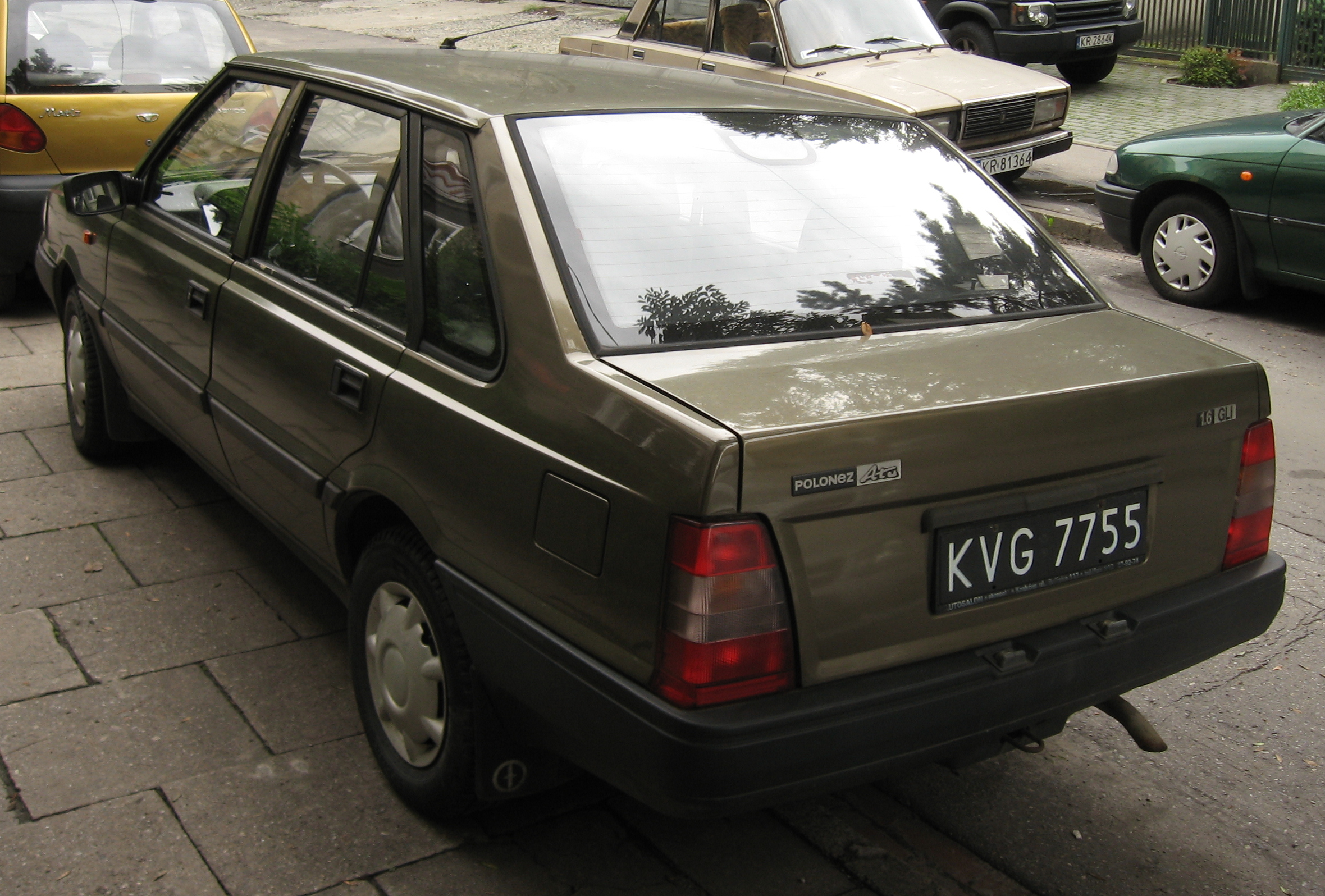
FSO Polonez Atu
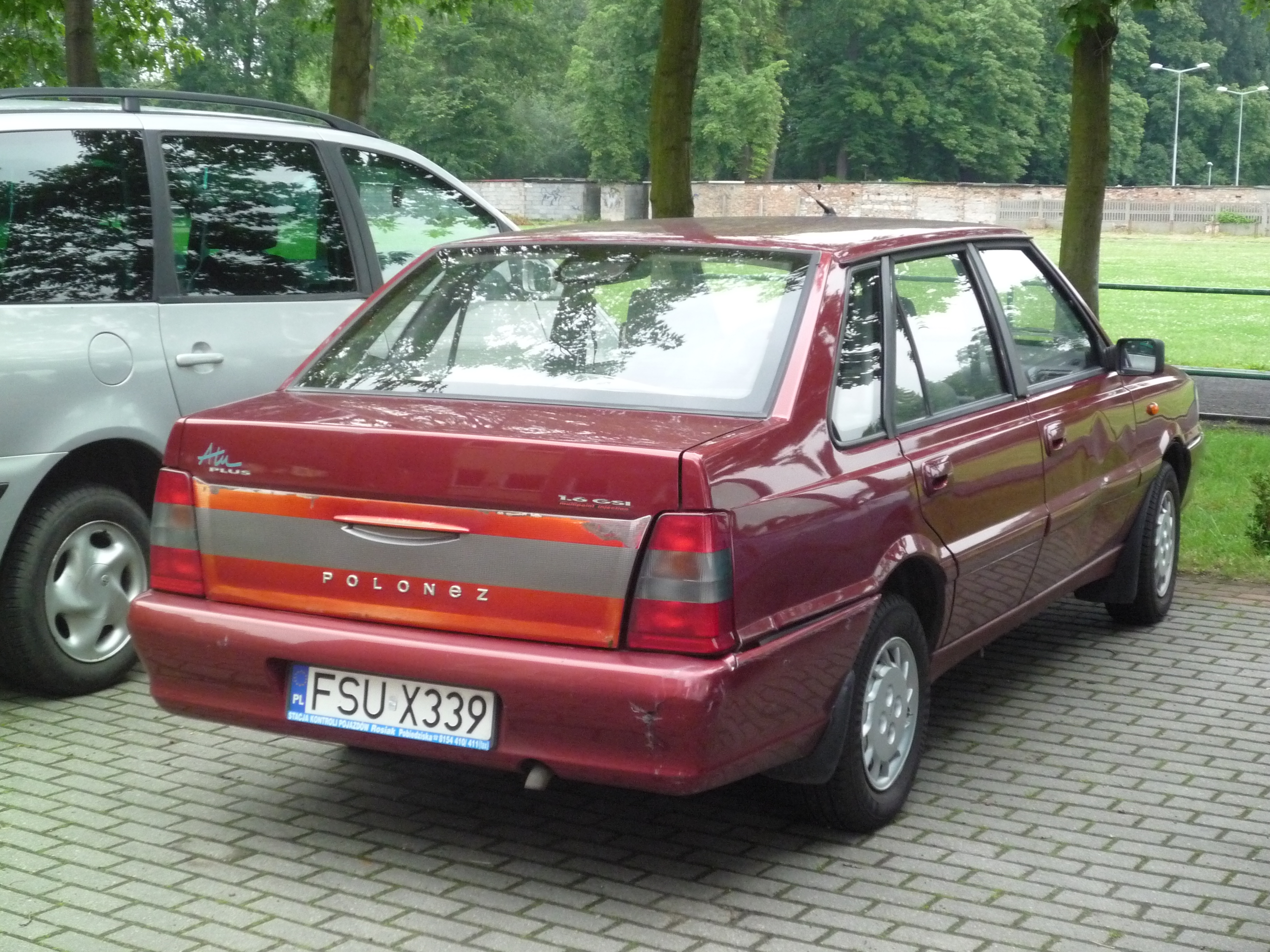
FSO Polonez Atu Plus
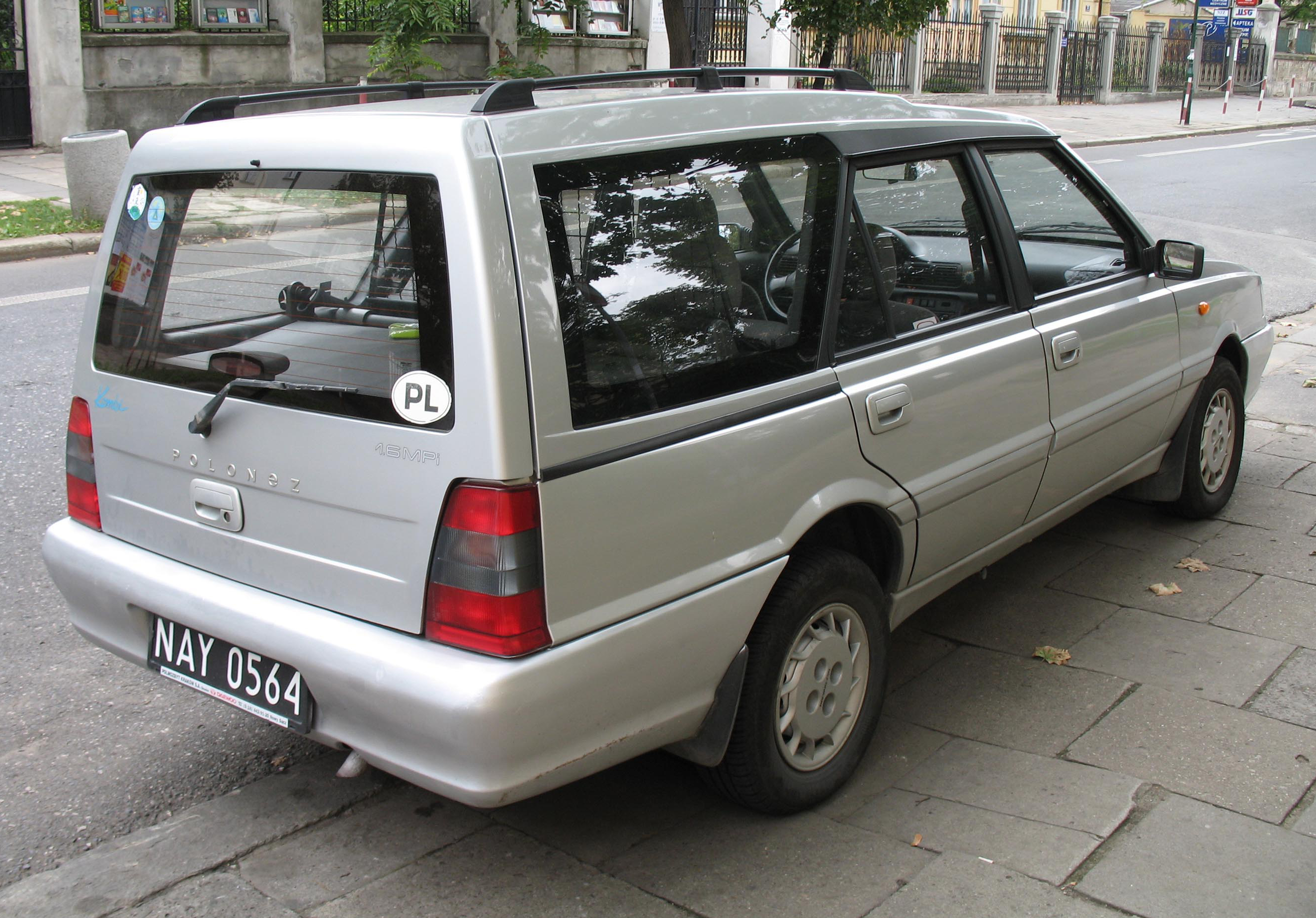
FSO Polonez Kombi
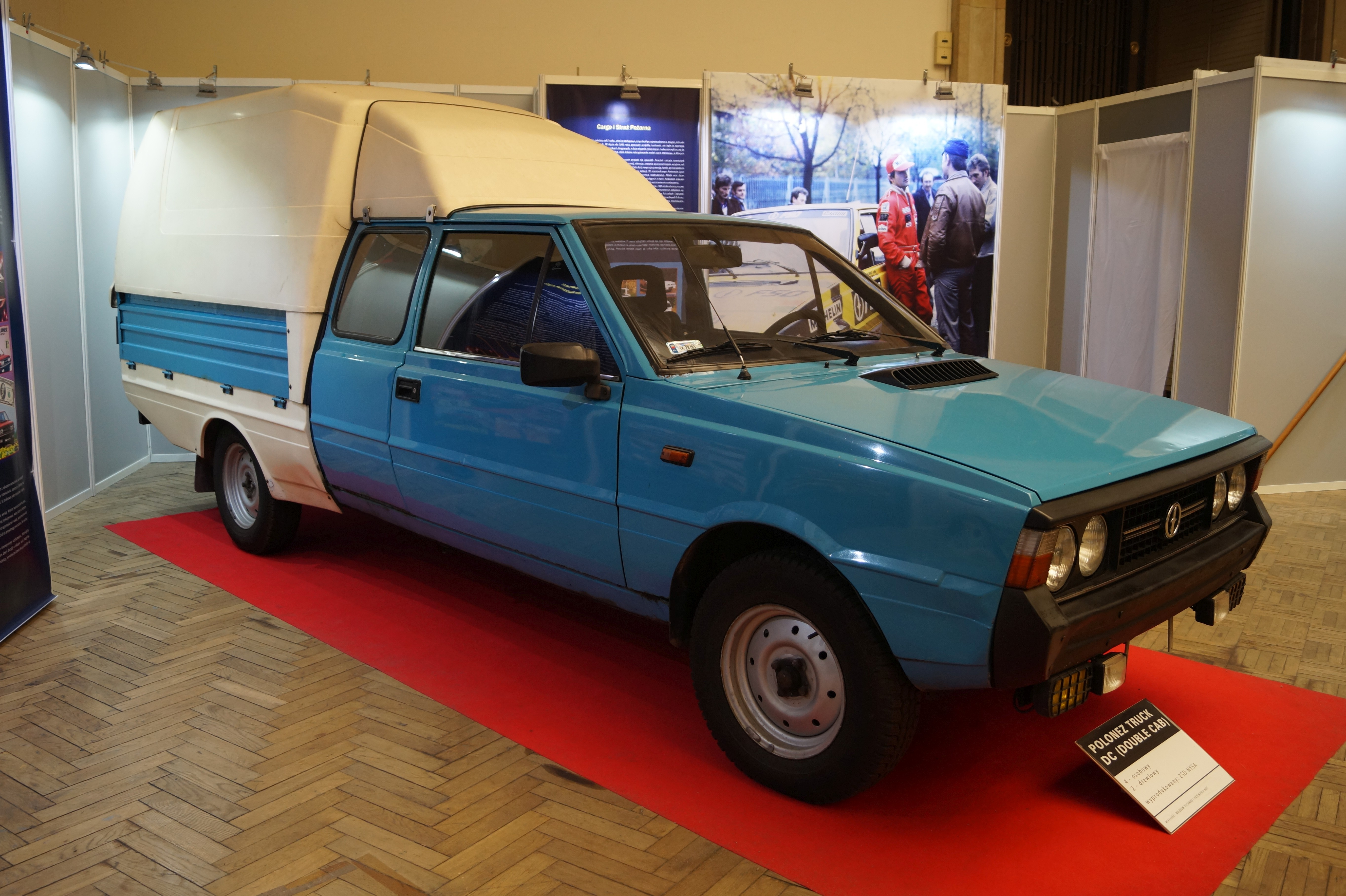
FSO Polonez Truck DC
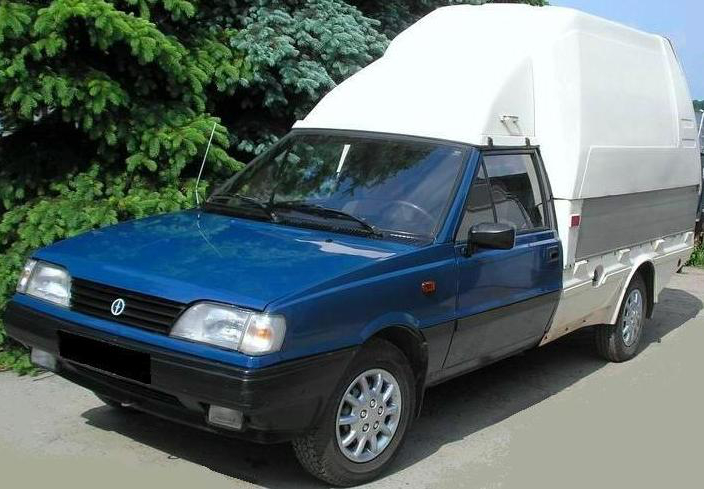
FSO Polonez Truck LB
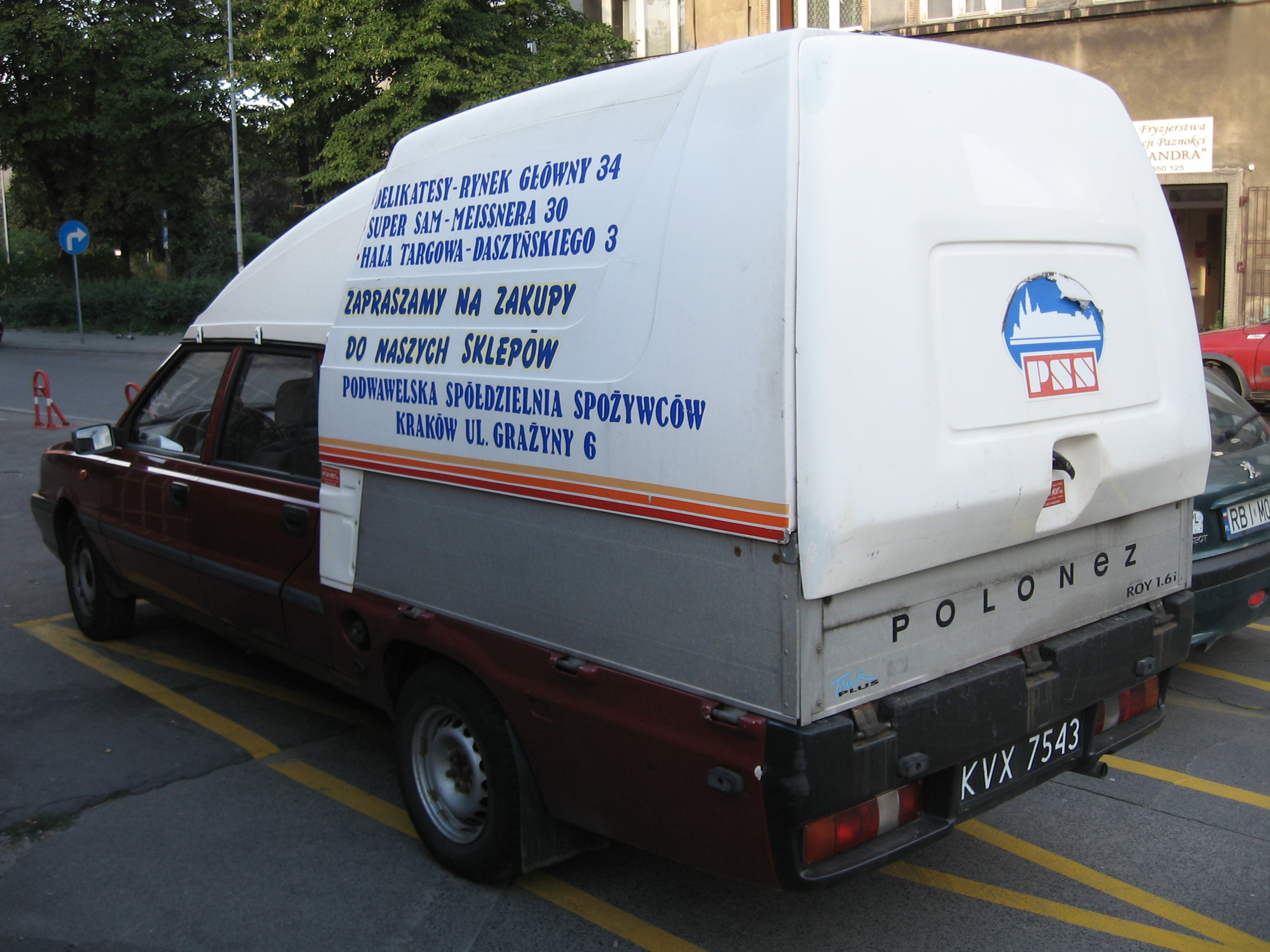
FSO Polonez Truck Plus Roy
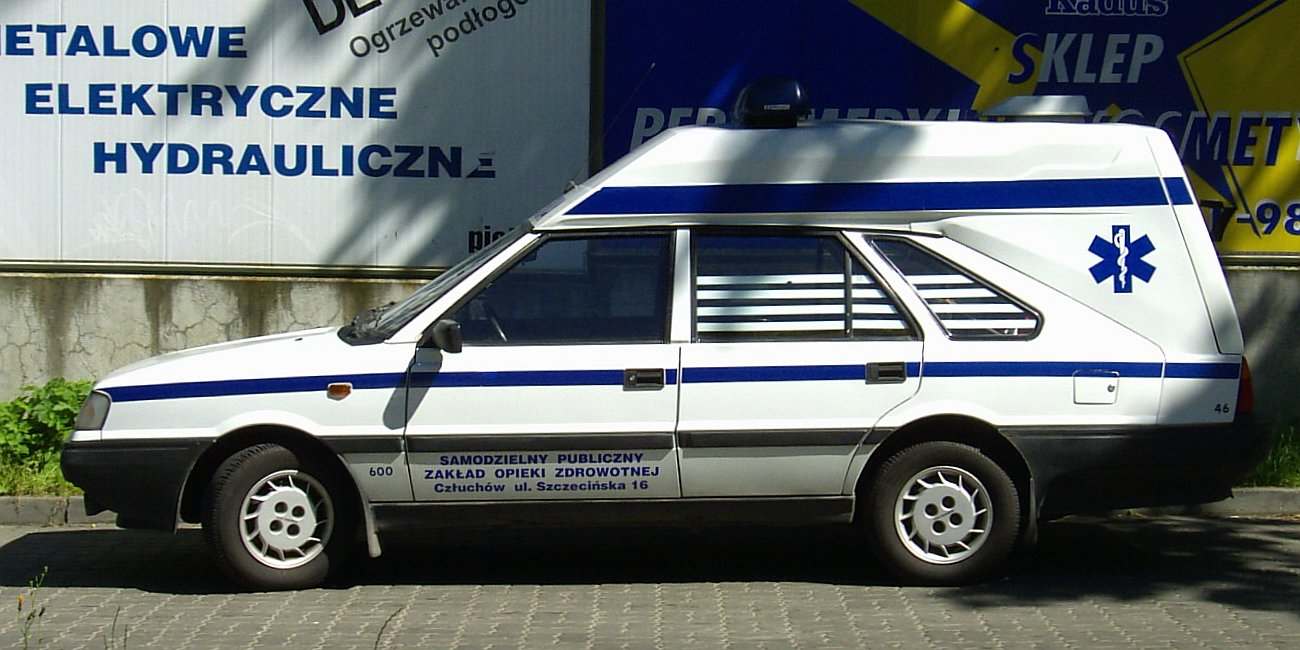
FSO Polonez Cargo
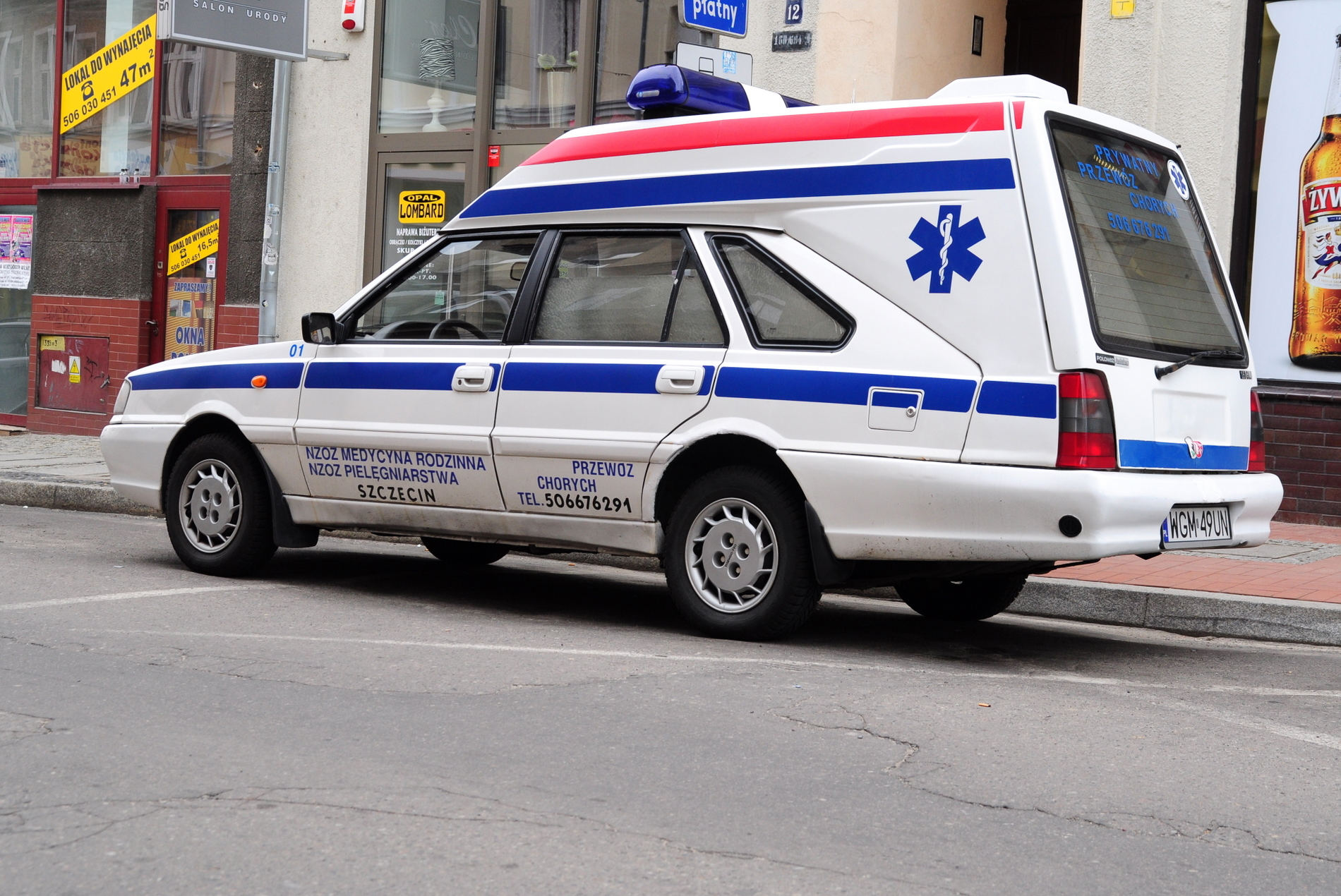
FSO Polonez Cargo Plus
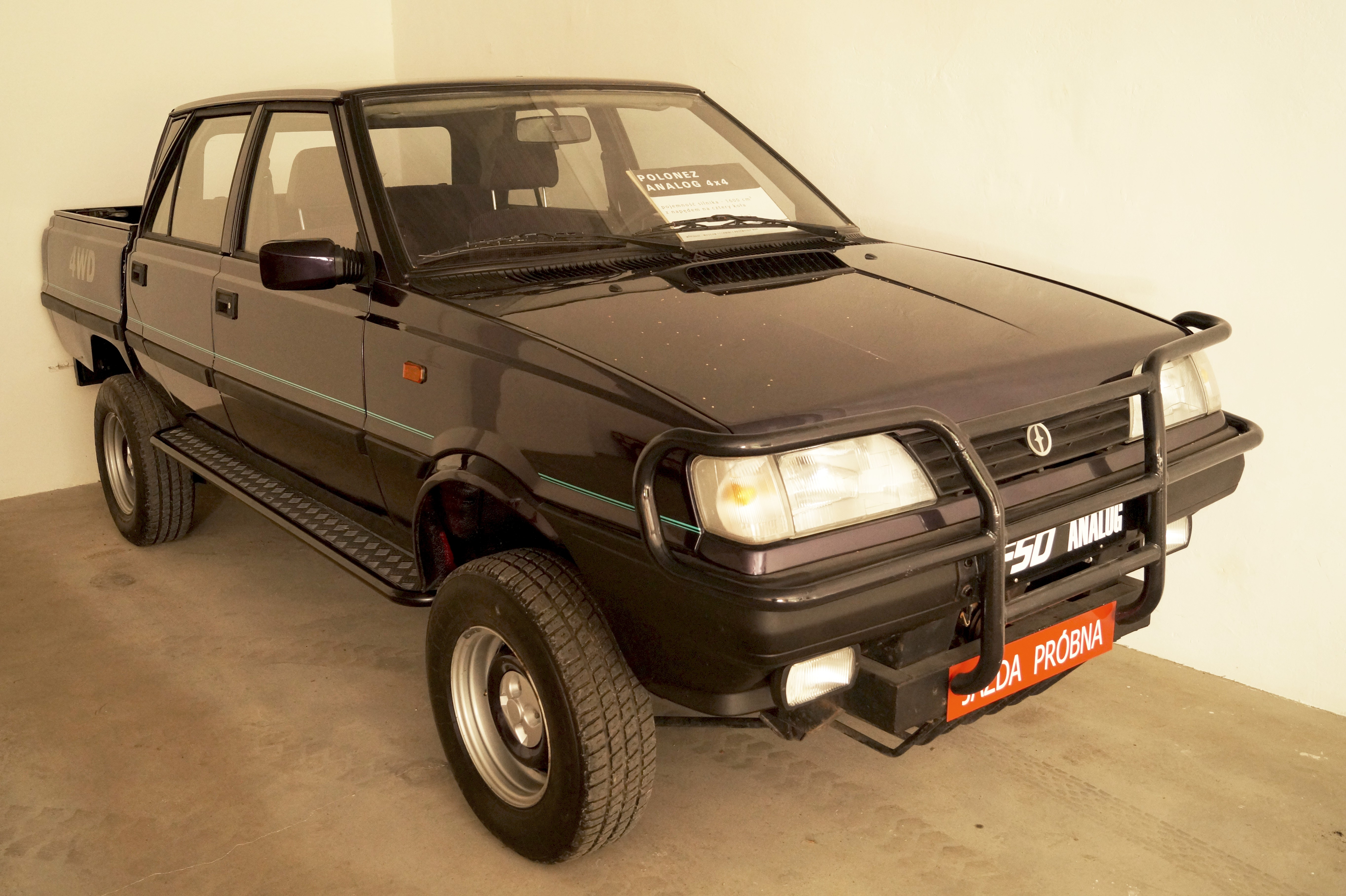
FSO Polonez Analog
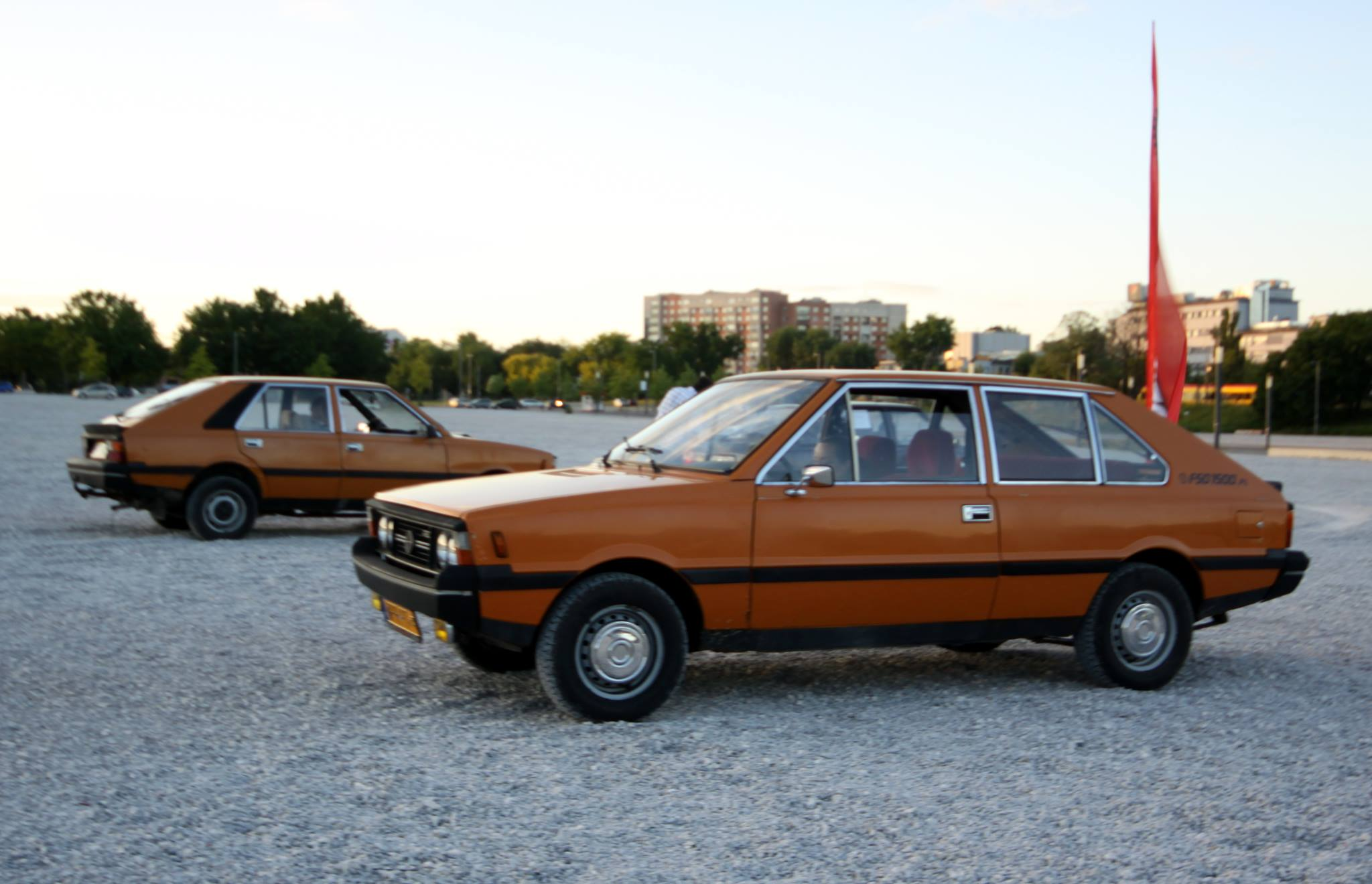
Трёх- и пятидверный варианты
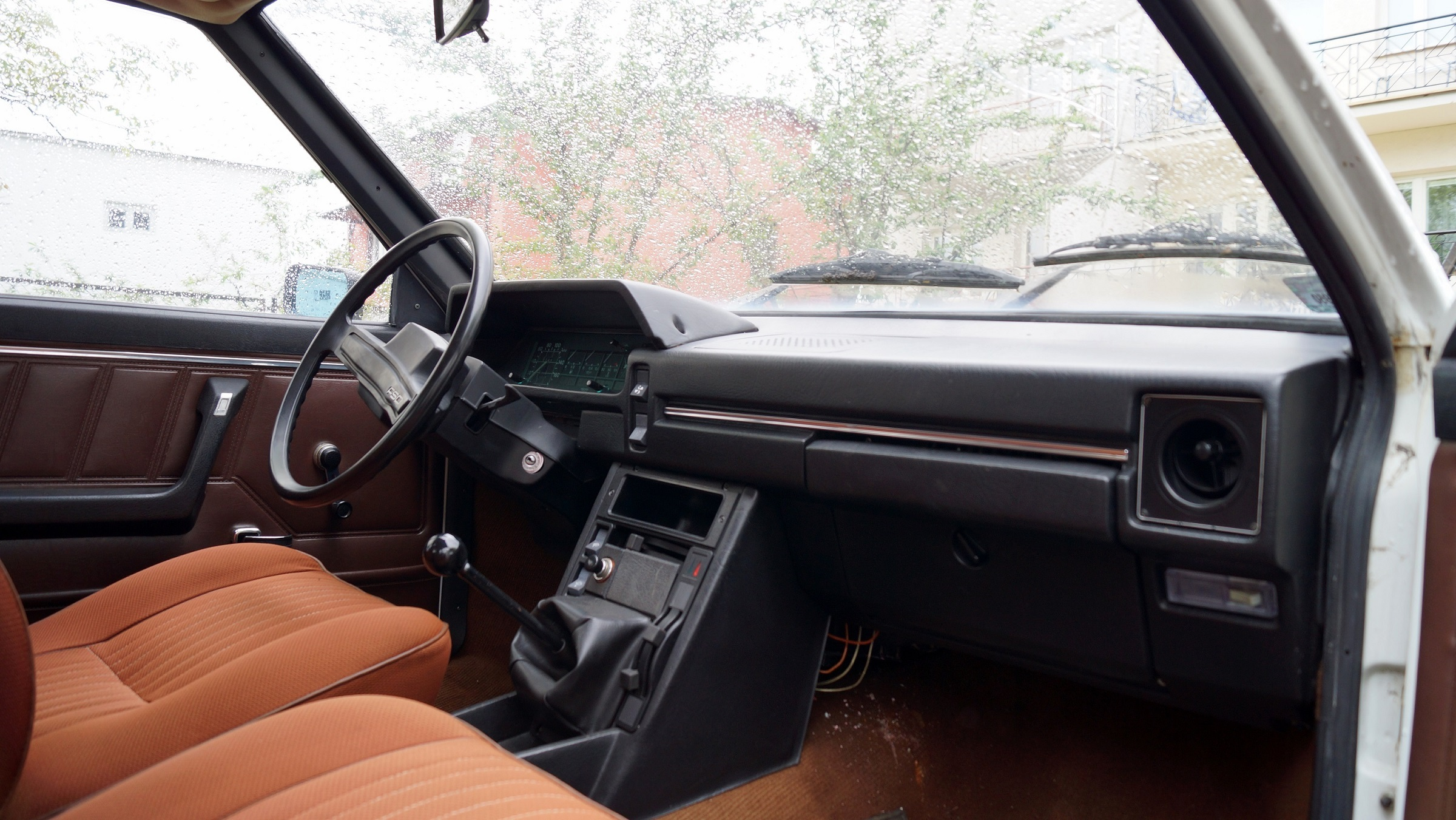
Интерьер
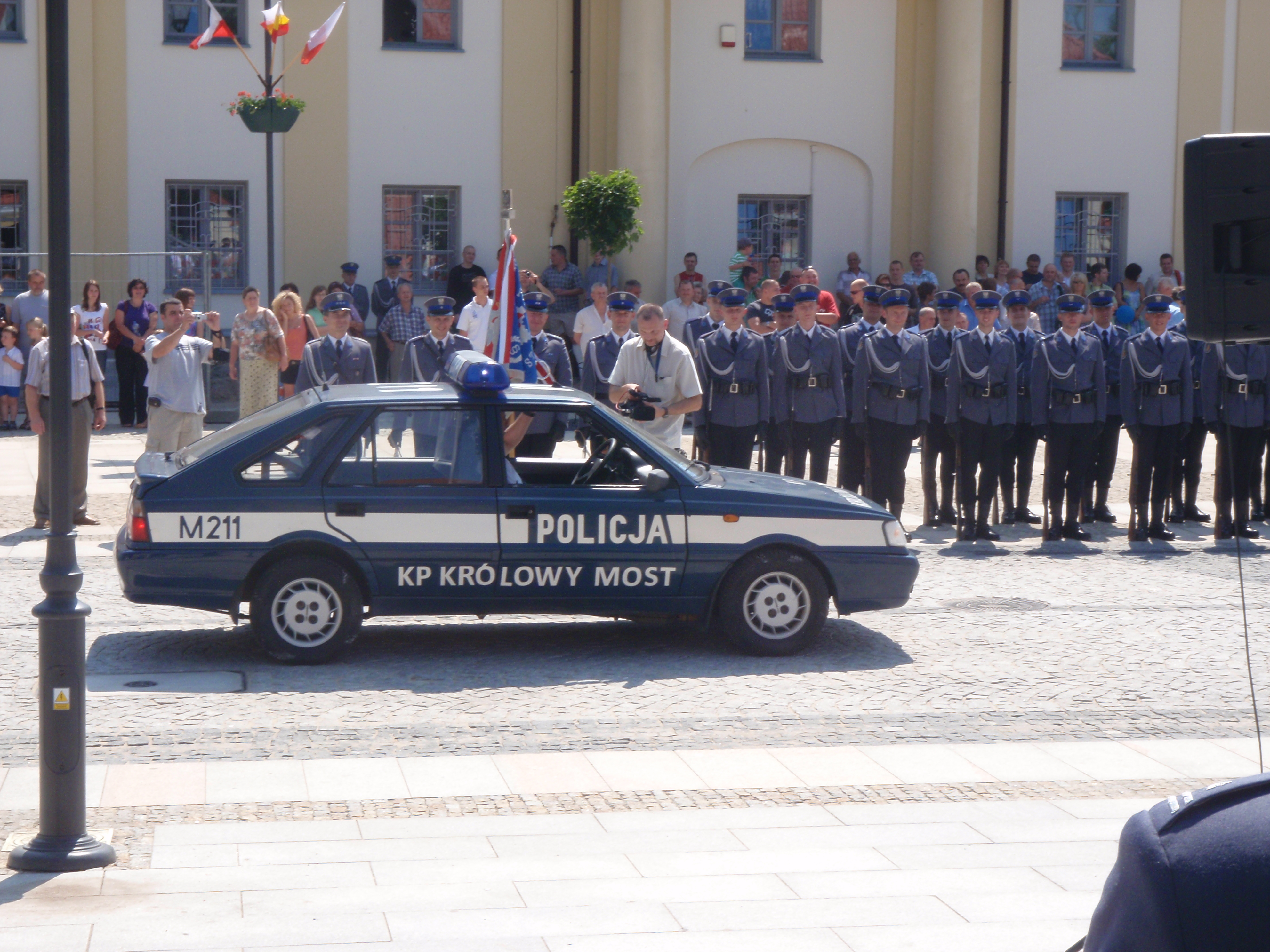
Последний экземпляр FSO Polonez, использовавшийся полицией Польши

## В культуре
- Автомобиль появлялся в телесериале «Бандитский Петербург» — на нём ездил работник польской прокуратуры Марек Зелиньский в исполнении Войцеха Малайката.
- В Польше был также довольно популярный анекдот

Социалистическая Польша. Деревня. Глубокая ночь. В луже валяется пьяный гражданин. Возле него останавливается милицейская машина. Офицер, открыв заднюю дверь, произносит:

— Прошу к «Полонезу»!

Пьяный резко отвечает:

— Я с милицией не танцую!